# Stakes Winner
Stakes Winner es un videojuego de hípica desarrollado por Saurus y editado por SNK en 1995 para Neo-Geo MVS, Neo-Geo AES y en 1996 para Neo-Geo CD.(NGM 088). El juego también fue lanzado para Playstation y Saturn en 1996.

## Ports
- Playstation (1996)
- Saturn (1996)